# Krzyż Oficerski
Krzyż Oficerski – jedna z klas orderów, zwykle IV klasa przy klasycznym podziale na pięć klas, wieszana na wstążce uzupełnionej rozetką, na lewej piersi wśród innych medali i odznaczeń; m.in.:
- Krzyż Oficerski Orderu Odrodzenia Polski
- Krzyż Oficerski Orderu Zasługi Rzeczypospolitej Polskiej

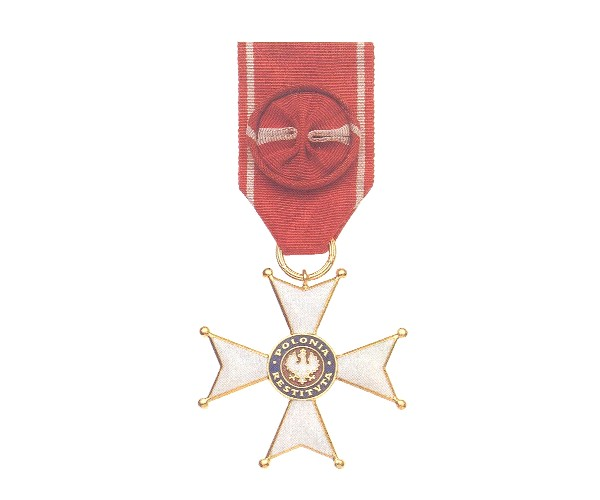
Krzyż Oficerski Orderu Odrodzenia Polski
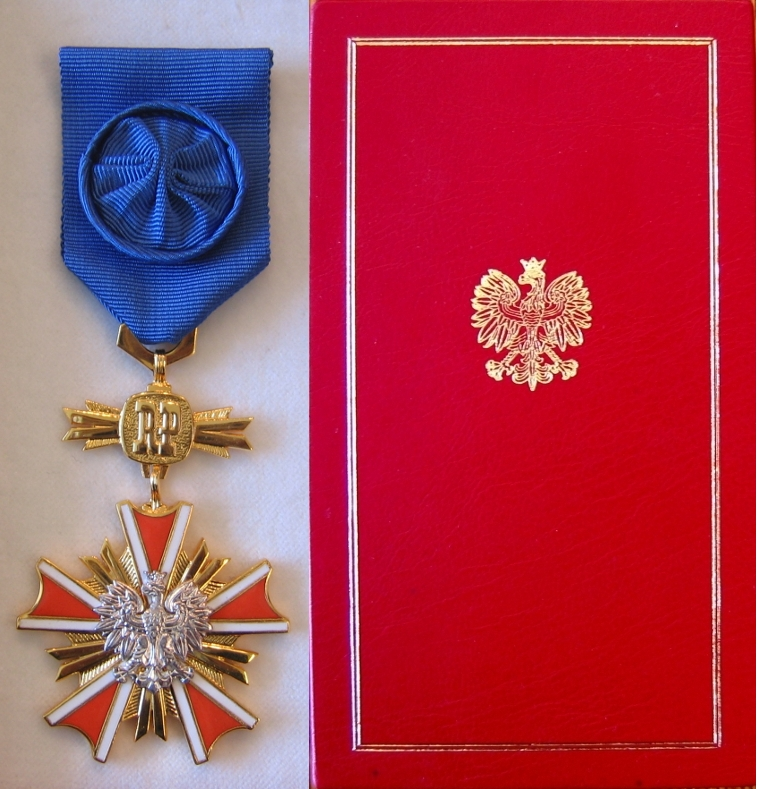
Krzyż Oficerski Orderu Zasługi RP